# Mantel-Tarifvertrag für Arbeiter des Bundes
| Basisdaten                                               | Basisdaten                                  |
| -------------------------------------------------------- | ------------------------------------------- |
| Titel:                                                   | Mantel-Tarifvertrag für Arbeiter des Bundes |
| Abkürzung:                                               | MTB II                                      |
| Unterzeichnung:                                          | 27. Februar 1964                            |
| Inkrafttreten:                                           | 1. April 1964                               |
| Letzte Änderung durch: 1)                                |                                             |
| Inkrafttreten der letzten Änderung: 1)                   |                                             |
| Außerkrafttreten:                                        | 29. Februar 1996                            |
| 1) Bitte beachten Sie den Hinweis zur geltenden Fassung! |                                             |

Der MTB II – Mantel-Tarifvertrag für Arbeiter des Bundes war von 1964 bis 1996 die tarifvertragliche Grundlage für die der Arbeiterrentenversicherung unterliegenden Beschäftigten des Bundes.
Vertragspartner waren die Bundesrepublik Deutschland, vertreten durch das Bundesministerium des Innern und die Gewerkschaft Öffentliche Dienste, Transport und Verkehr (ÖTV), eine der Vorgängergewerkschaften von Verdi.
Der MTB II wurde zum 1. März 1996 gemeinsam mit dem inhaltlich weitgehend identischen Manteltarifvertrag für Arbeiter der Länder (MTL II) durch den Manteltarifvertrag für Arbeiterinnen und Arbeiter des Bundes und der Länder (MTArb) abgelöst.
Grund für die Zusammenführung der beiden Tarifverträge waren die dadurch möglichen Vereinfachungen in der Tarifarbeit, da zukünftig nur noch Verhandlungen für einen Tarifvertrag geführt werden mussten.